# Lupinus kuschei
Lupinus kuschei là một loài thực vật có hoa trong họ Đậu. Loài này được Eastw. miêu tả khoa học đầu tiên.